# Carl von Heß (Mediziner)

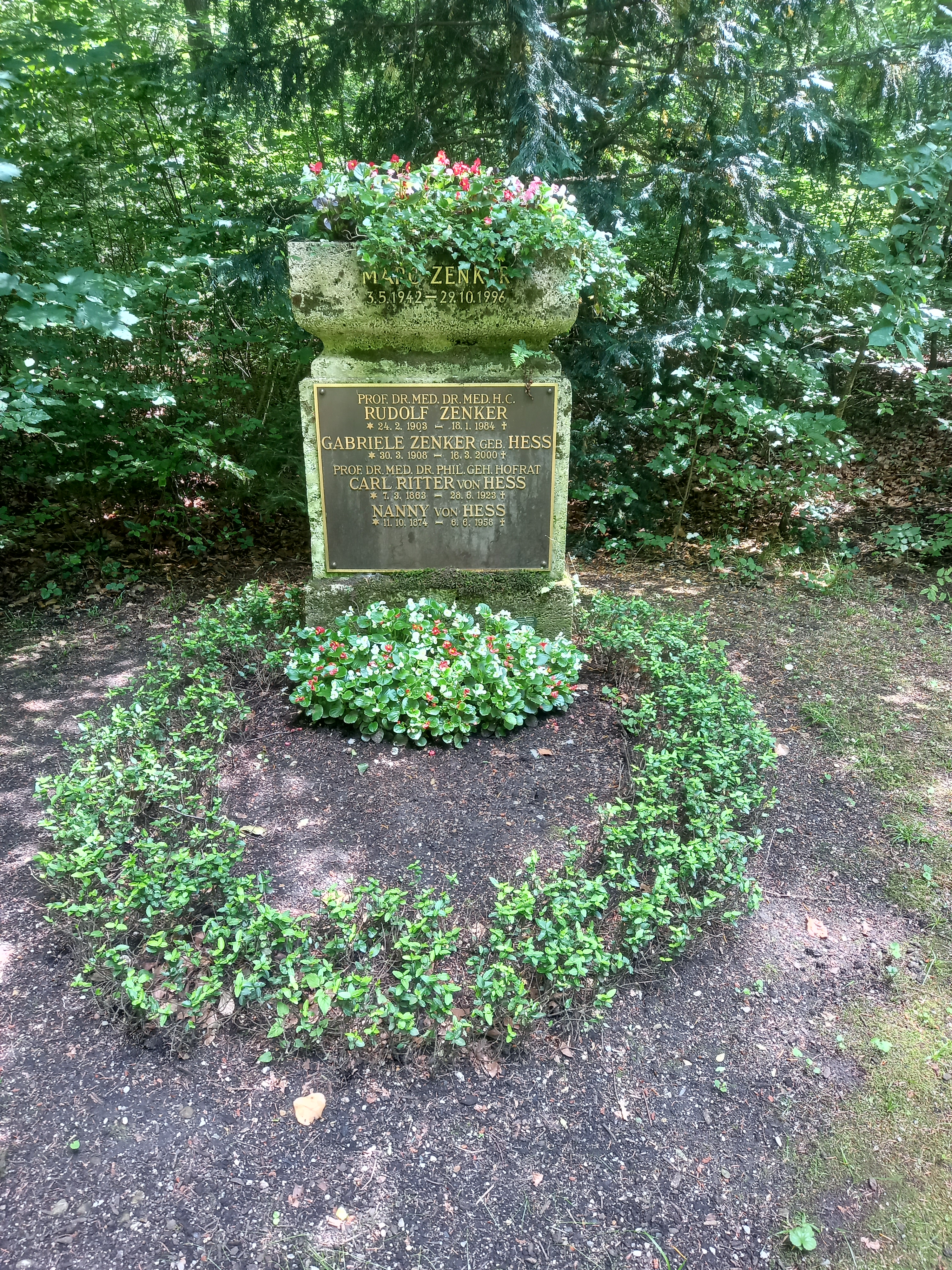
Das Grab von Carl von Heß und seiner Ehefrau Nanny geborene Schönherr auf dem Waldfriedhof München

Carl Ludwig Adolf Heß, ab 1912 Ritter von Heß, (* 7. März 1863 in Mainz; † 28. Juni 1923 in Possenhofen) war ein deutscher Ophthalmologe in Marburg, Würzburg und München.

## Leben
Als Sohn des Mainzer Augenarztes Wilhelm Heß studierte Carl Heß an der Kaiser-Wilhelms-Universität Straßburg, der Rheinischen Friedrich-Wilhelms-Universität und der Ruprecht-Karls-Universität Heidelberg Medizin. Am 25. und 26. Mai 1886 wurde er in Heidelberg als Arzt approbiert und zum Dr. med. promoviert. Die Fachausbildung zum Augenarzt durchlief er bei Hubert Sattler (Leipzig), Ewald Hering (Prag) und Heinrich Leopold Schoeler (Berlin). Er habilitierte sich 1891 in der Leipziger Augenheilanstalt. Die Universität Leipzig ernannte ihn am 9. Dezember 1895 zum a.o. Professor.
Die Philipps-Universität Marburg berief ihn 1896 als o. Professor und Direktor der Augenklinik. Die medizinische Fakultät wählte ihn 1900 zum Dekan. Zum 1. August 1900 wechselte er als Nachfolger von Julius von Michel auf den Lehrstuhl der Julius-Maximilians-Universität Würzburg. In dieser Eigenschaft wurde Heß 1907 Geheimer Hofrat und erhielt 1910 das Ehrenkreuz des Verdienstordens vom Heiligen Michael. Dass er Rufe nach Straßburg, Wien, Heidelberg und Berlin abgelehnt hatte, dankte ihm Prinzregent Ludwig III. 1912 durch die Verleihung des Ritterkreuzes des Verdienstordens der Bayerischen Krone. Damit verbunden war die Erhebung in den persönlichen Adelsstand und er durfte sich nach der Eintragung in die Adelsmatrikel „Ritter von Heß“ nennen. Im gleichen Jahr wechselte Heß auf den Münchner Lehrstuhl. Die Farbwahrnehmung stand zeitlebens im Mittelpunkt seiner Forschungen. Er starb an perniziöser Anämie. Seine letzte Ruhestätte fand er auf dem Waldfriedhof (München). Mit seinem Schüler Karl Wessely galt er als bedeutendster Ophthalmologe Deutschlands.

## Schriften
- Vergleichende Physiologie des Gesichtssinnes. Gustav Fischer, Jena 1912 (Digitalisat).
- Die Entwicklung von Lichtsinn und Farbensinn in der Tierreihe. J. F. Bergmann, Wiesbaden 1914 (Biodiversity Heritage Library).
- Alfred Graefe und Theodor Saemisch – Handbuch der gesamten Augenheilkunde. Bd. 15, Teil 1, 1918.

## Wissenschaftliche Ehrungen
- Graefe-Medaille (1900, Graefe Preis 1896–1898)
- Dr. phil. h. c. der Universität Göttingen (21. Mai 1917)